# Leptothrips maliaffinis
Leptothrips maliaffinis är en insektsart som beskrevs av Johansen 1987. Leptothrips maliaffinis ingår i släktet Leptothrips och familjen rörtripsar. Inga underarter finns listade i Catalogue of Life.